# Kaskade (Jonglieren)
Als Kaskade wird beim Jonglieren eines der am einfachsten zu erlernenden Jongliermuster mit einer ungeraden Anzahl von Gegenständen (Zum Beispiel: Bällen, Keulen oder Ringen) bezeichnet. 

## 3-Ball-Kaskade

3-Ball-Kaskade

Dabei wird mit zwei Gegenständen in einer Hand und einem in der anderen Hand angefangen. Der erste Wurf wird durch die Hand ausgeführt, in der zwei Gegenstände sind. Wenn der Gegenstand den höchsten Punkt erreicht, wird der Gegenstand aus der anderen Hand losgeworfen (und zwar unter dem zuvor geworfenen Gegenstand hindurch). Dadurch ist diese Hand frei, um den ersten Gegenstand zu fangen. Wenn der zweite Gegenstand am höchsten Punkt angekommen ist, wird der dritte Gegenstand losgeworfen (mit der Hand, die auch den ersten Gegenstand geworfen hat) und so weiter. Es wird also immer im Wechsel mit der rechten und der linken Hand geworfen.
Die Kaskade ist für Einsteiger geeignet, weil gleichartige Wurf und Fangbewegungen stattfinden und die Hände feste Positionen haben (sie kreisen an gleicher Stelle), im Gegensatz insbesondere zum Shower.

## Vergleich Shower versus Kaskade
Den 2-Ball Shower können viele Anfänger schon und es fällt ihnen schwer, sich auf die Kaskade umzustellen, zumal hier jede Hand immer dieselbe Bewegung macht. Die eine Hand wirft nur, die andere fängt und übergibt nur. Es sind beim 3 Ball Shower jedoch immer zwei Bälle in der Luft, da an der Übergabe der Bälle beide Hände beteiligt sind. So erfordert der Shower auch eine größere Wurfhöhe: 3b-Shower, Siteswap: 51.

Bei der Kaskade hingegen spart man enorm Zeit dadurch, dass zeitweise nur ein Ball in der Luft ist und nur eine Hand pro Abwurf benötigt wird. Entsprechend kann man sie niedriger jonglieren: Siteswap: 3. Anders gesagt: Aus der schnellen, hektischen Übergabe beim Shower wird in der Kaskade ein rhythmisch flüssig jonglierbarer, gleich hoch symmetrischer und zeitsparender "ganzer" Wurf.

## Kaskaden mit mehr als 3 Bällen

5-Ball-Kaskade

Vom Prinzip her unterscheiden sich alle Kaskaden mit einer ungeraden Anzahl von Bällen nicht wesentlich. Die Technik und der Rhythmus ist derselbe. Nur die Reaktionszeiten werden kürzer. Es muss immer höher, genauer und schneller geworfen werden. 5 Bällen kann man einfach nicht mehr hinterherlaufen. Sie müssen sehr exakt in die Hand herunterfallen. Das Handtempo für 5 Bälle ist gar nicht so schnell, wie es auf den ersten Blick scheint. Es ist nicht viel schneller als die Bewegung der Beine bei einem flotten Dauerlauf. Beim Erlernen werden die Bälle meist zu schnell hintereinander abgeworfen. So kommt es beim Fangen zu einer nicht mehr zu bewältigenden Arbeitsbelastung. Zu Übungszwecken sollten 5 Bälle abgeworfen werden, ohne sie zu fangen. Am rhythmischen und exaktem Auftreffen der Bälle auf dem Boden kann man sich gut überprüfen.

## Außen- oder Rückwärtskaskade

3-Ball-Kaskade rückwärts

Die „Kaskade falschrum“ oder Außen- oder Rückwärtskaskade ist fast das gleiche Jongliermuster wie die normale Kaskade. Die Gegenstände werden jedoch außen herum, also über den zuvor geworfenen Gegenstand, zur Mitte geworfen. Die Flugbahnen schneiden sich dann erst nach ihrem höchsten Punkt.

## Kaskaden mit gerader Anzahl an Gegenständen
Eine Kaskade mit 4, 6, 8, 10 ... Bällen zu jonglieren erfordert einen ganz anderen, unregelmäßigen Wurfrhythmus. Am besten wirft man zum Erlernen einen erdachten fünften Phantasie-Ball mit einer Handbewegung mit, um sich an den ungleichmäßigen Hoppelrhythmus zu gewöhnen.
In Siteswap ausgedrückt, würde eine 0 oder eine 2 am Ende angefügt, es handelt sich also nicht mehr um eine "echte" Kaskade. Kaskadenartige Siteswaps mit 4 Bällen sind beispielsweise 552 und 55550, die Fünfballkaskade mit Pause (2) bzw. Loch (0).
Diese Tricks sind jedoch schwieriger zu erlernen. Für Anfänger empfiehlt sich die Fontäne als Grundmuster für eine gerade Anzahl von Gegenständen.